# 슈테판 엥겔스
슈테판 엥겔스(독일어: Stephan Engels, 1960년 9월 6일, 노르트라인-베스트팔렌 주 니더카셀 ~)는 독일의 전직 프로 축구 선수이자 감독으로, 현역 시절 미드필더로 활약했다.
그는 서독 1부 리그에서 236경기에 출전하여 39골을 기록했다. 1982-83 시즌, 엥겔스는 쾰른 소속으로 DFB-포칼을 우승했다.
은퇴 후, 그는 쾰른(1995-1996) 빅토리아 쾰른(2004–2005)을 지도했다. 2009년 4월, 그는 쾰른의 유소년 기획부장을 맡았다.
그는 1980년대 초에 서독 국가대표팀 일원으로 활동했다. 그는 1982년부터 1983년까지 서독 국가대표팀 경기에 8번 출전했지만, 1982년 월드컵 경기에 한 번도 출전하지 못했다.